# Sunshine Skyway Bridge
Il Sunshine Skyway Bridge (in italiano: Ponte di Sunshine Skyway) è un ponte della Baia di Tampa, in Florida lungo 6,67 km- Fa parte della strada I-275 (SR 93) e della US 19 (SR 55) e collega Saint Petersburg con Terra Ceia attraversando le acque della Contea di Hillsborough.
La costruzione del ponte attuale è cominciata nel 1982, fu completato il 7 febbraio 1987 e fu aperto al traffico il 20 aprile dello stesso anno. Costò 244 milioni di dollari. Sostituì il ponte costruito nel 1954, che fu parzialmente distrutto a causa di una collisione nel 1980.
È stato costruito in acciaio e cemento armato dalla American Bridge Company.
Acquisì notorietà per le centinaia di persone suicidatesi nel fiume che il ponte attraversa

## Galleria d'immagini

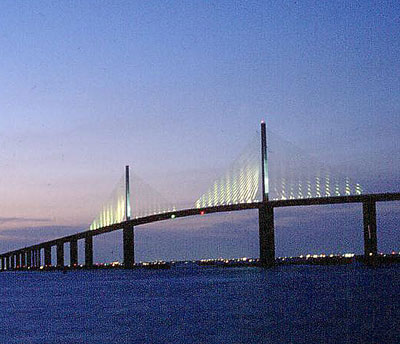
Il ponte al tramonto
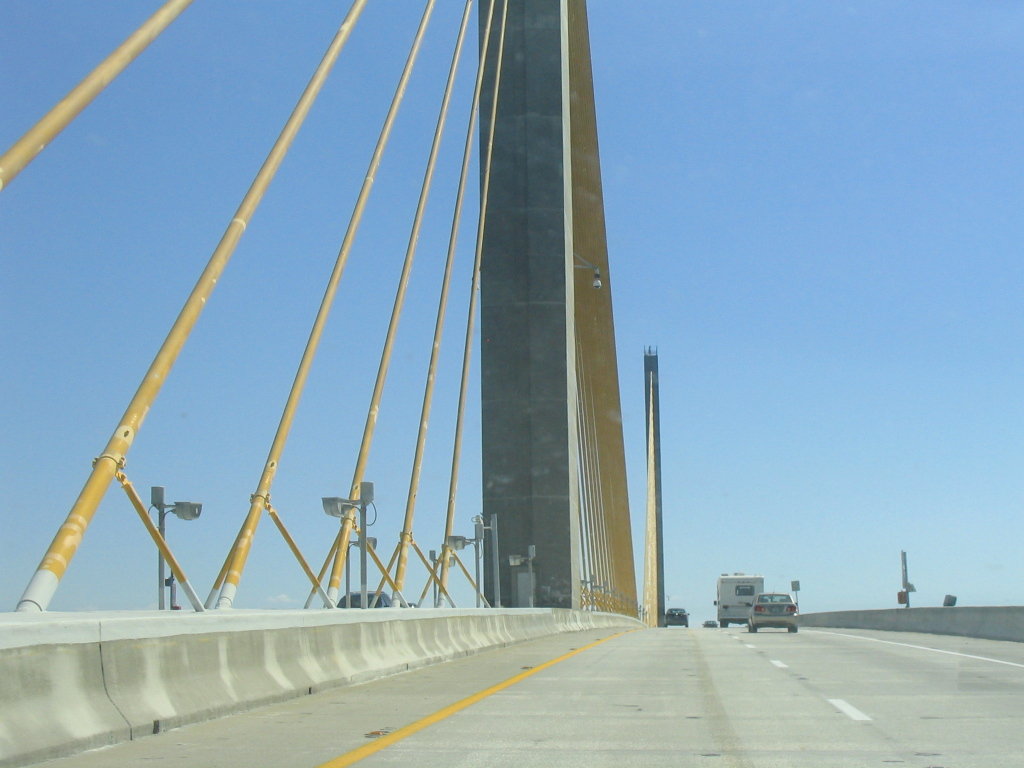
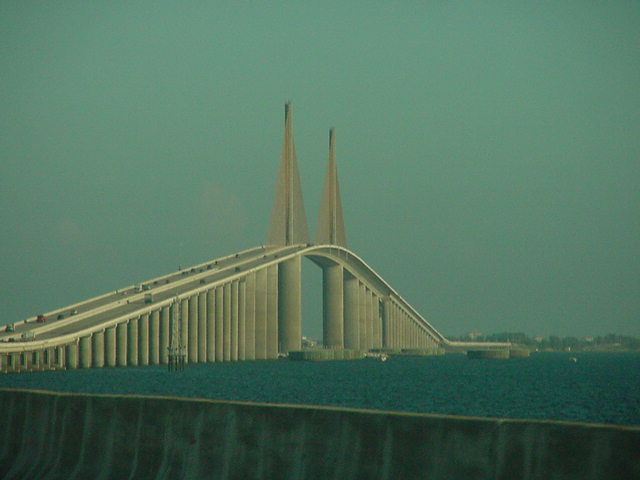
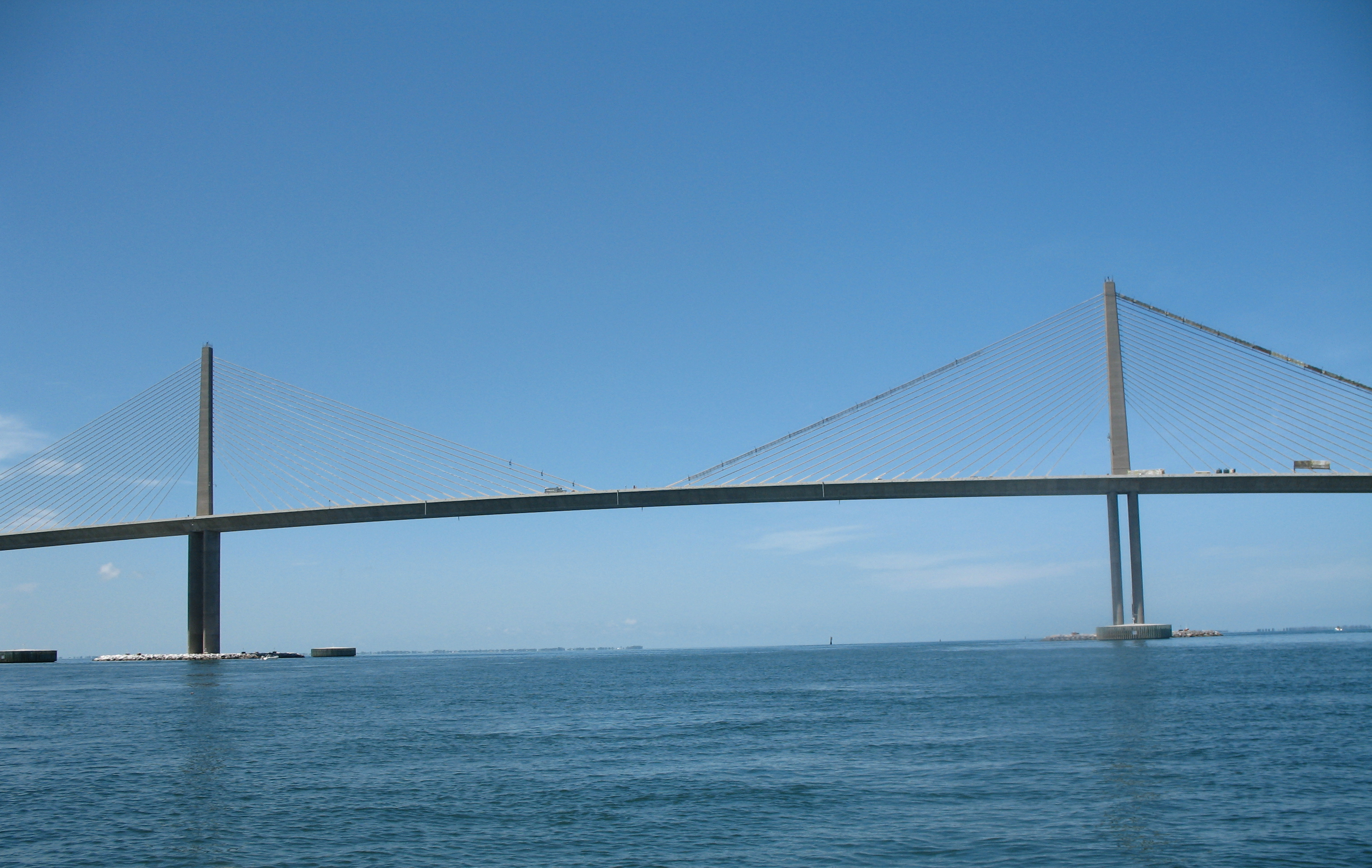
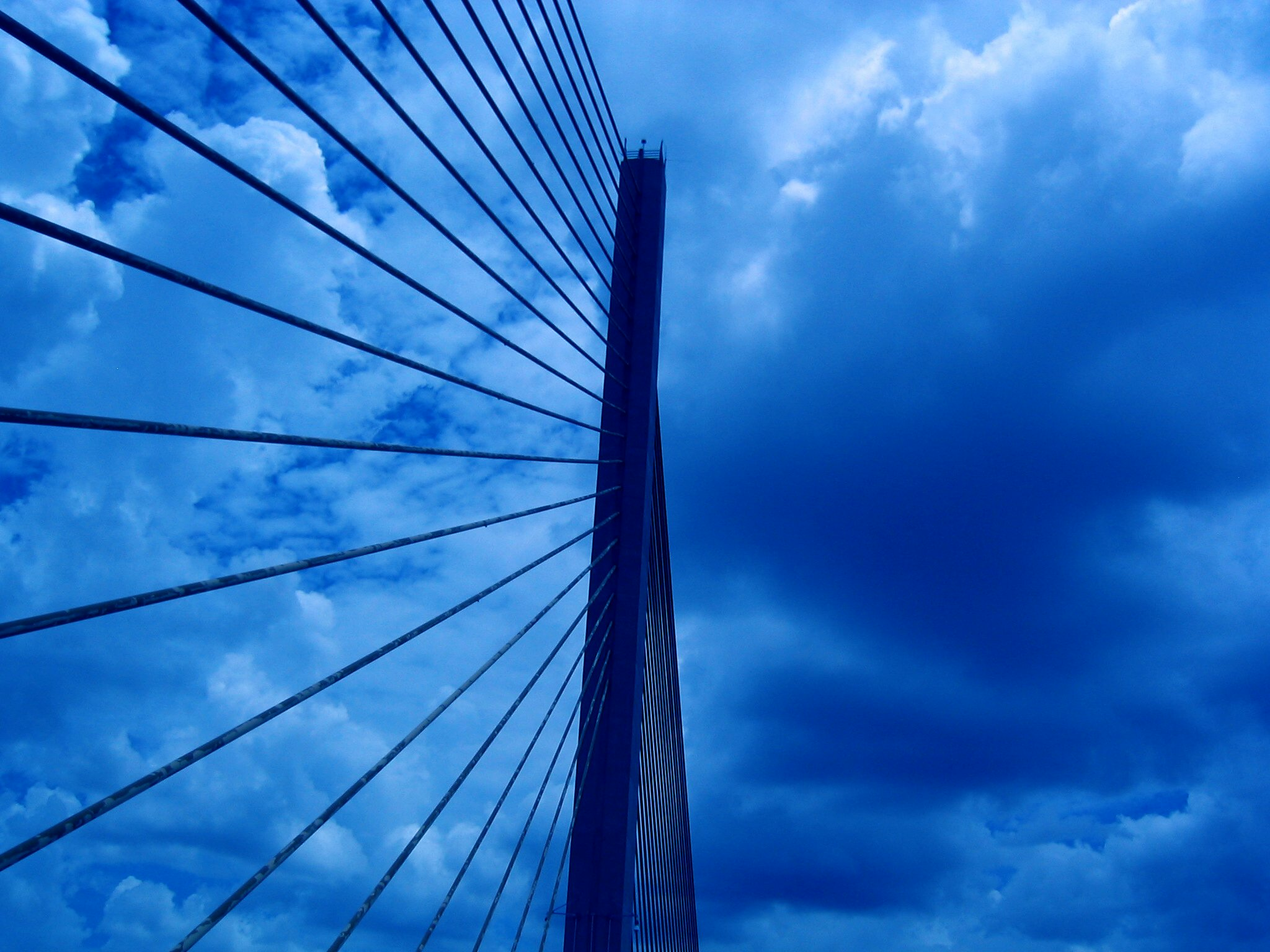
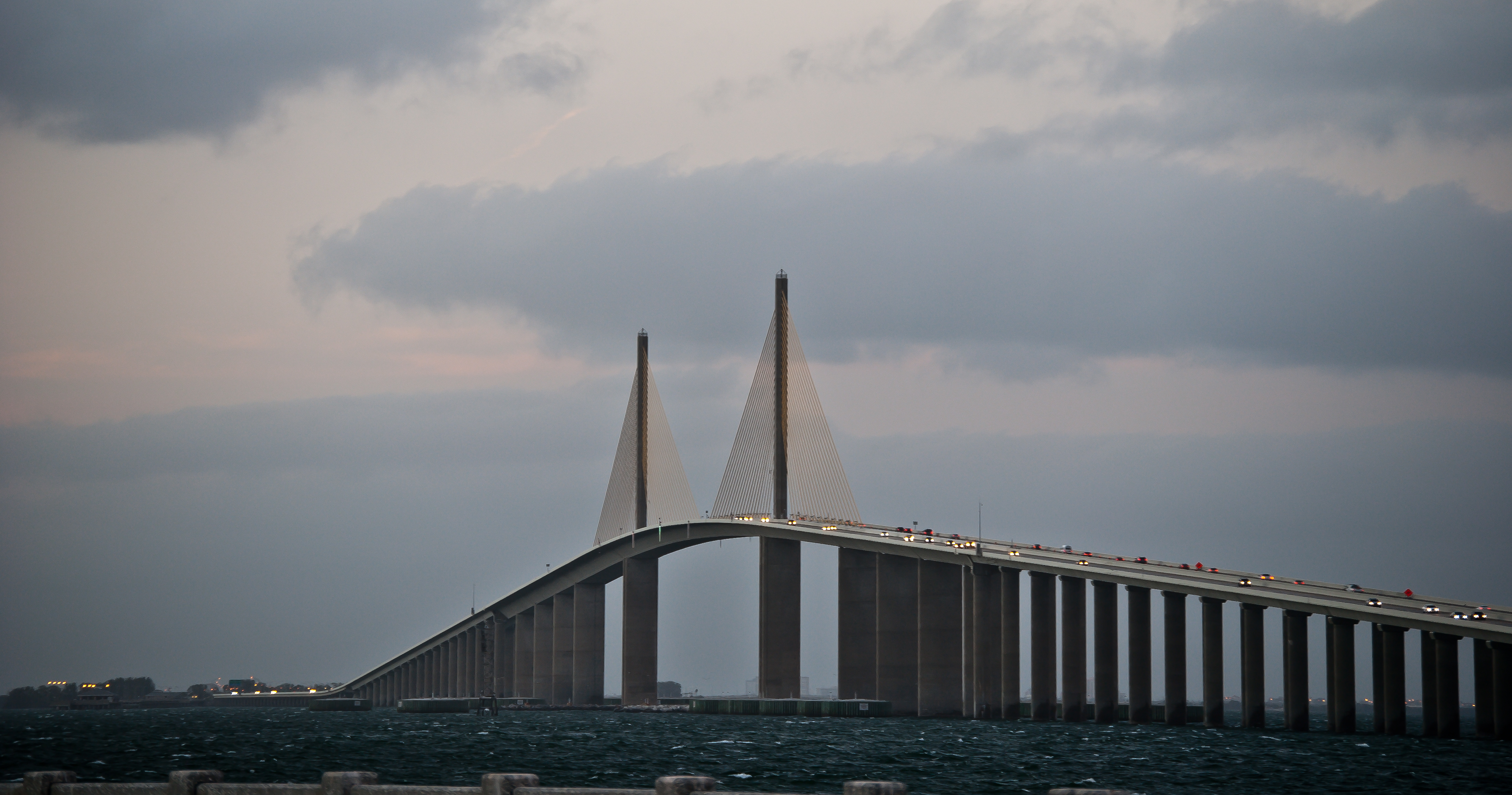